# Sondage à la sortie des urnes
Un sondage sortie des urnes est un sondage d'opinion dont les répondants sont des votants à peine sortis des bureaux de vote et dont l'objet principal est précisément le vote qu'ils viennent d'effectuer dans le secret des isoloirs. Ce type de sondage permet d'évaluer avant la proclamation des résultats la performance des différents candidats dans le cas d'une élection, des différentes propositions dans le cas d'un référendum.
Marcel van Dam, sociologue hollandais et ancien politique est le premier à avoir inventé ce type de sondages. Il l'a utilisé pour la première fois lors des élections législatives aux Pays-Bas, le 15 février 1967[réf. souhaitée].

## Méthode
Des bureaux de vote « de référence » sont choisis pour leur représentativité constatée lors d'une élection précédente. Cela suppose une stabilité de l’électorat local mais aussi une constance dans le choix des électeurs au niveau national. En France à la fermeture des derniers bureaux de vote à 20 h, les médias diffusent des estimations fait à partir de dépouillement de 200 bureaux de vote ayant fermé à 18 h ou à 19 h, toutefois les sondages à la sortie des urnes sont effectués durant la journée du scrutin, que certains médias suisses ou belges diffusent avant 20 h sur Internet, ce qui est contraire à la juridiction française. En effet, l'article L. 52-2 du Code électoral français, créé en 1985 et modifié en 2004 et 2016, interdit de communiquer les résultats d'élection partiels ou définitifs avant la fermeture du dernier bureau de vote sur le territoire métropolitain.

## Limites de ce sondage
Les électeurs pouvant être amenés à faire évoluer leur opinion en fonction des actions et des résultats obtenus par chaque candidat au cours de la période écoulée depuis la dernière élection, l'estimation est forcément entachée d'erreur. Dans un certain nombre de cas le résultat est suffisamment fiable mais dans certains cas particuliers, il peut être totalement erroné.
De plus, la publication des résultats de ces sondages pendant la journée peut influencer le vote de certaines personnes.